# An meine Völker

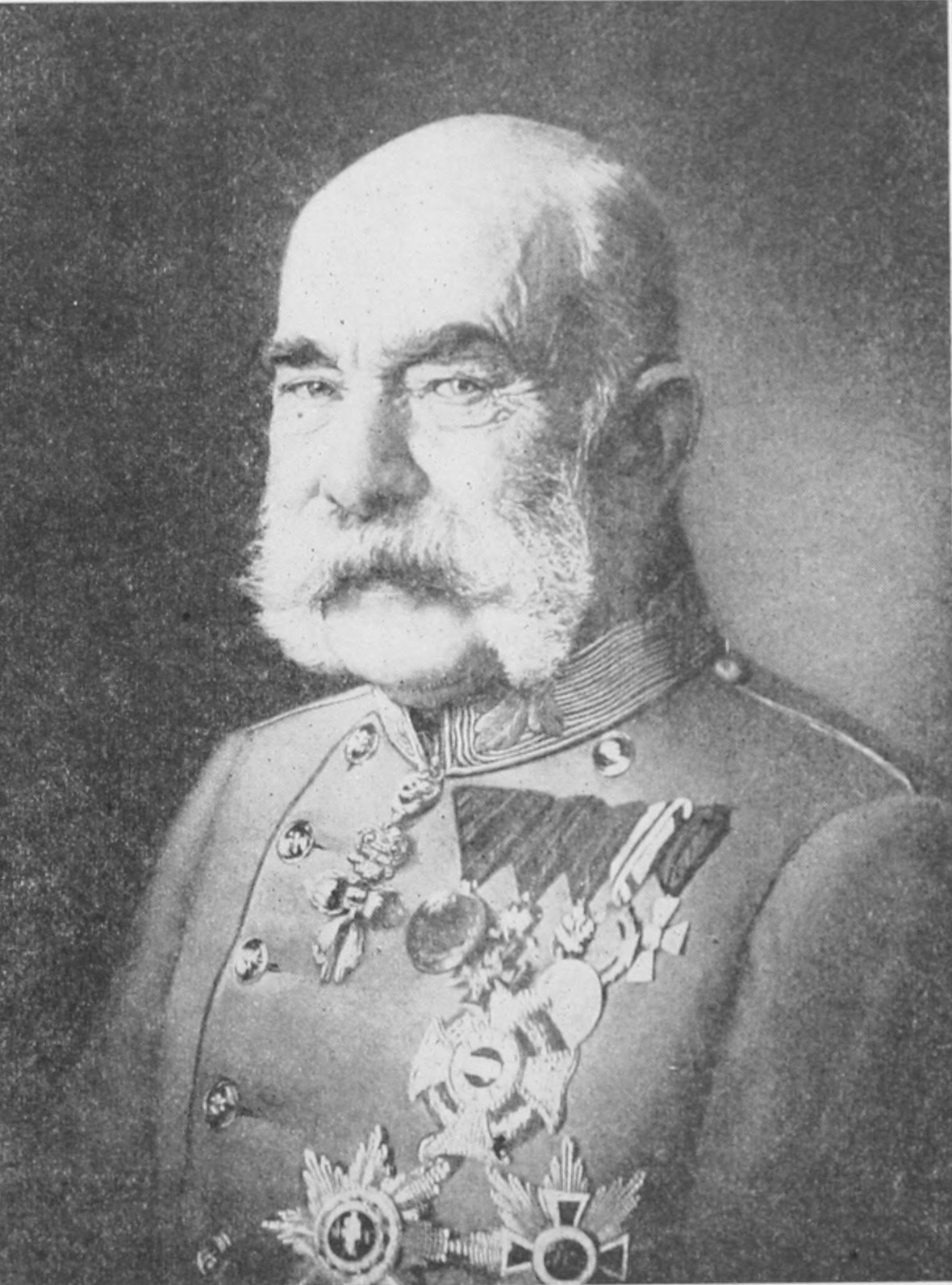
Keizer Frans Jozef I in 1914

An meine Völker (Aan mijn volkeren) is de proclamatie van 29 juli 1914, waarmee de Oostenrijkse keizer Frans Jozef I zich tot de volkeren behorend bij de Oostenrijks-Hongaarse dubbelmonarchie richtte, nadat zijn regering daags daarvoor de oorlog aan Servië had verklaard. De tekst van de proclamatie werd door de keizer zelf, met de hand, geschreven aan zijn schrijftafel in de keizerlijke villa in Bad Ischl. De proclamatie wordt voorafgegaan door een korte brief aan minister-president Karl von Stürgkh, waarin de keizer de oorlogsverklaring aan Servië bevestigt, en de wens tot uitdrukking brengt, om zich in dit "zo noodlottige uur, te wenden tot zijn geliefde volkeren". De proclamatie werd afgedrukt in het Amtsblatt der k. k. Reichshaupt- und Residenzstadt Wien en markeerde zo het begin van de Eerste Wereldoorlog.
In het manifest schrijft de keizer dat, hoewel hij gehoopt had zich op zijn oude dag louter met vredewerken te kunnen bezighouden, hem en zijn regering geen andere weg openstond dan die van de oorlog. Frans Jozef schrijft dat met deze oorlog de toekomst van zijn Huis, zijn Monarchie en de aan hem ondergeschikte volkeren op het spel staat. Volgens de keizer had Oostenrijk-Hongarije, vanaf het moment dat Servië een eigen staatkundige eenheid werd, nooit iets nagelaten om de jonge natie te ondersteunen. Niettemin, stelt hij vast, hebben hijzelf zowel als zijn Rijk nooit op iets anders kunnen rekenen dan op onbegrijpelijke haat vanuit het jonge vorstendom.
De keizer meent dat de dubbelmonarchie Servië - met het juli-ultimatum, dat Oostenrijk aan de Servische regering had gesteld na de moord op aartshertog Frans Ferdinand  - alle kansen heeft gegeven tot een vreedzame oplossing, maar dat Servië de terechte wensen en verlangens van zijn regering allemaal heeft afgewezen. Zodoende stond de Oostenrijkse regering geen andere mogelijkheid ter beschikking dan het zwaard te trekken. Na een oproep aan de bevolking deze oorlog te steunen, en na een korte laudatio op de dapperheid van het Oostenrijks-Hongaarse leger, beveelt de keizer zijn oorlogstreven aan in de gunst van de Almachtige.
Ter gelegenheid van de honderdjarige herdenking van het begin van de Eerste Wereldoorlog organiseerde de Österreichische Nationalbibliothek een tentoonstelling met de titel An meine Völker.